# To Rock or Not to Be
To Rock or Not to Be è il dodicesimo album in studio della heavy metal band, Krokus, uscito nel 1995 per l'Etichetta discografica Phonag Records.

## Il disco
L'album del grande ritorno, si rifaceva alle vecchie sonorità che li portarono al successo. Il rientro in formazione di Storace, assieme ad alcuni altri vecchi membri, e la ripresa delle vecchie sonorità, rese l'album molto popolare. Si rivelerà probabilmente come il miglior album del decennio per il gruppo.
Von Arb richiama alcuni membri storici: all'appello manca solo Von Rohr mentre rientra Mark Kohler, che mancava dal 1983, ed è presente addirittura il primo batterista Freddy Steady, reduce da un'esperienza con la band di Gianna Nannini. Il risultato di questa riunione è To Rock or Not to Be, un album brillante, fresco, divertente, proprio come Metal Rendez-Vous. I Krokus ironizzano sulla loro completa AC/DC dipendenza piazzando in copertina un calabrone, con evidente citazione da Fly on the Wall, e ci propongono 12 brani vitali che sprizzano energia da ogni singola nota. Bellissima e di grande presa "Flying Through The Night" ma tutto l'album non ha cedimenti e le rocciose "Lion Heart", "Stormy Nights", nonché la title track sono le altre somme vette di questo ottimo full-length. To Rock Or Not To Be non è un capolavoro ai livelli di Headhunter poiché qualche brano risulta lievemente prolisso, tuttavia i 12 episodi qui proposti riescono ad essere, di gran lunga, superiori rispetto agli attuali lavori degli AC/DC.

## Tracce
1. Lion Heart (Naegeli, Storace, VonArb) - 5:14
2. Flying Through the Night (Maurer, Naegeli, Storace, VonArb) - 3:55
3. To Rock or Not to Be (Naegeli, Storace, VonArb) - 3:23
4. In the Dead of Night (Maurer, Storace, VonArb) - 5:06
5. Natural Blonde (Maurer, Naegeli, Storace, VonArb) - 5:12
6. Doggy Style (Kohler, Maurer, Naegeli, Steady, Storace, VonArb) - 4:02
7. Talking Like a Shotgun (Kohler, Maurer, Naegeli, Steady, Storace, VonArb) - 4:05
8. Soul to Soul (Maurer, Naegeli, Storace, VonArb) - 4:54
9. Stop the World (Naegeli, VonArb) - 5:13
10. You Ain't Go the Guts to Do It (Kohler, Maurer, Naegeli, Storace, VonArb) - 3:04
11. Wagon Gone (Kohler, Maurer, Naegeli, Storace) - 5:01
12. Stormy Nights (Kohler, Maurer, Naegeli, Von Arb) - 5:11

## Formazione
- Marc Storace – voce
- Fernando von Arb – chitarra, tastiere, basso
- Mark Kohler – chitarra
- Manny Maurer – basso, chitarra
- Freddy Steady – batteria
- Jurg Naegeli – tastiere, basso